# Re Artù e i cavalieri della tavola rotonda
Re Artù e i cavalieri della tavola rotonda (King Arthur and the Knights of Justice) è una serie di cartoni animati prodotta da Golden Films, Créativité et Développement e Bohbot Entertainmen, trasmessa dal 13 settembre 1992; la premessa su cui la serie si basa è analoga a quella di Un americano alla corte di Re Artù. La sigla dell'edizione italiana trasmessa da Italia 1 a partire dal 17 settembre 1995, era scritta da Alessandra Valeri Manera e composta da Ninni Carucci e cantata da Marco Destro.

## Trama
Mago Merlino tenta disperatamente di liberare Re Artù e i cavalieri della tavola rotonda, intrappolati in una grotta dalla regina Morgana, esperta di arti magiche. Il mago non può riuscirci da solo, quindi inizia a cercare un gruppo di altrettanti "cavalieri" che lo possa aiutare nell'impresa: li troverà nel futuro, e sono il quarterback dei New York Knights Arthur Knight e i suoi compagni di squadra. Merlino li porta quindi nella sua epoca, elegge Arthur a loro leader, e li elegge a nuovi cavalieri della tavola rotonda, assegnando loro il compito di aiutare gli indifesi, e di liberare Artù e i suoi compagni.
L'unico modo di salvarli è trovare le 12 "Chiavi della Verità", ognuna delle quali è legata a un diverso cavaliere, che è l'unico a poterla toccare. Una volta ritrovate tutte le chiavi, i veri cavalieri saranno liberi e la squadra ritornerà a casa. Intanto, promettono “equità verso tutti, per proteggere i deboli e sconfiggere il male”. Merlino li dota anche di armature speciali, e di spade prodigiose: ogni cavaliere è in grado di evocare la propria creatura, che li assiste in battaglia, in qualsiasi momento quando indossano l'armatura da battaglia. Questi animali, come la viverna di Re Artù, sono decorati sui loro scudi.
La serie aveva una storia progressiva con entrambe le parti che avanzavano verso i propri obiettivi. La continuità è stata stabilita anche negli episodi che sarebbero stati menzionati negli episodi successivi, insieme ad alcuni personaggi minori ripetuti, relazioni tra i personaggi e debolezze dei Cavalieri precedentemente superate. Nonostante il continuo movimento verso una risoluzione, la serie è incompleta e si è conclusa bruscamente durante la seconda stagione.

## Personaggi

### I Cavalieri della Tavola Rotonda
- King Arthur (Arthur King) (doppiato da Andrew Kavadas) – Il quarterback della sua squadra di football, i Knights, ai suoi tempi, Arthur usa la sua naturale abilità di leadership nella battaglia contro le forze di Morgana. Mentre a volte cerca il consiglio di Merlino, Arthur di solito escogita strategie intelligenti e piani di battaglia quando necessario. Il suo scudo ospita il Drago della Giustizia (chiamato anche Drago dello Scudo), una viverna che può essere scatenata per eseguire i suoi ordini quando ne ha bisogno. La viverna era lo stemma di famiglia dell'originale Artù della leggenda, Arthur Pendragon. Conserva la grande spada Excalibur nella corazza, piuttosto che nel fodero. Il nome del suo cavallo è menzionato una volta come Valor.
- Sir Lancelot (Lance) (doppiato da Scott McNeil) - Lance è il secondo in comando dei cavalieri e il migliore amico di Arthur. Impavido e coraggioso, Lance è solitamente il più serio dei cavalieri. Il suo emblema è un leone e la sua arma principale è una lancia.
- Sir Tone (doppiato da Scott McNeil con accento italiano) - Tone è l'inventore e fabbro della squadra grazie alle esperienze in un'officina di metalli. Inventa molte macchine basate su quelle che ha visto ai suoi tempi. Il vero nome di Tone è Anthony. La sua corazza ospita un martello e uno scalpello con i quali può costruire quasi qualsiasi cosa.
- Sir Trunk (doppiato da Scott McNeil) - L'uomo forte dei cavalieri . La sua arma principale è un'ascia da battaglia a due punte e il suo scudo contiene un ariete gigante abbastanza forte da abbattere i muri e trasportare facilmente diverse persone sulla schiena.
- Sir Wally (doppiato da Lee Jeffrey) - Una guardia della squadra di football The Knights, da vero cavaliere il suo compito ora è proteggere Arthur durante gli attacchi. Di buon carattere, ma se la prende quando commette errori. Sir Brick è il suo migliore amico. Il suo emblema sullo scudo è un falco.
- Sir Brick (doppiato da Garry Chalk) - Come Wally, Brick è solitamente usato come guardia del corpo di Arthur. Ha una lealtà incrollabile verso i suoi amici, incluso il suo migliore amico Wally. È in grado di richiamare una fornitura apparentemente illimitata di mattoni dalla sua corazza e di creare enormi muri a piacimento.
- Sir Phil (doppiato da Garry Chalk) - Uno dei cavalieri più forti dei dodici. È molto irremovibile nel ritornare "nella terra dei cheeseburger e delle patatine fritte". La sua corazza ospita una mazza e il suo scudo contiene una pantera nera.
- Sir Darren (doppiato da Michael Donovan) – L'unico dei cavalieri con una balestra, Darren è il bel ragazzo della squadra. Ora ha trovato una fidanzata fissa in Lady Elaine. Di solito è freddo e fiducioso dentro e fuori dal campo di battaglia, forse troppo. Il suo scudo ospita un'aquila gigante capace di sollevare più uomini con ciascun artiglio.
- Sir Gallop (doppiato da Mark Hildreth) - Il donnaiolo, Gallop pensa costantemente alle donne, sebbene sia anche molto rispettoso nei loro confronti. La sua corazza ospita una picca con una palla chiodata all'estremità e il suo scudo ospita un segugio a due teste . Nella seconda stagione, esce con la contadina chiamata Katherine.
- Sir Breeze (doppiato da Lee Jeffrey) - Il ricevitore largo della squadra che è un grande chiacchierone nel gruppo. Usa anche molto lo slang del suo tempo e ha paura dell'altezza e degli spazi ristretti. La sua arma principale è una picca che può sparare dardi dalla punta; e il suo emblema sullo scudo è la sfinge. È un po’ egoista ma sa quali sono le sue priorità.
- Sir Lug (doppiato da Michael Donovan) - Sebbene originariamente fosse il responsabile dell'attrezzatura della squadra, in epoca medievale Lug è responsabile degli scudieri di Camelot. Lug ha una bassa autostima e di solito viene preso di mira da alcuni degli altri cavalieri, ma possiede un grande coraggio e può persino tenere testa a Lord Viper in un combattimento. Il suo emblema dello scudo ricorda un kraken e la sua armatura sul petto lancia un proiettile da calcio contro i nemici.
- Sir Zeke (doppiato da Mark Hildreth) - L'unico giocatore asiatico della squadra; è anche il genio del gruppo che usa il gergo tecnologico quando parla.

### Personaggi di Camelot
- Merlino (doppiato da Jim Byrnes) – Il grande mago che servì Re Artù. È stato lui a portare Arthur King e i suoi compagni di squadra nel passato per combattere contro Morgana dopo che il vero Re Artù e i suoi cavalieri furono imprigionati. Merlino è una grande risorsa per i cavalieri e usa i suoi vari incantesimi, pozioni e consigli per assisterli quando necessario. È anche l'unica persona del suo periodo a conoscere la vera identità di Arthur e degli altri.
- Regina Ginevra (doppiata da Kathleen Barr) - La regina di Camelot e la vera moglie di Re Artù. Ginevra è stata catturata da Morgana all'inizio dello spettacolo, ma è stata salvata da Arthur King (fingendosi suo marito), Lance e Trunk. Si interroga spesso sul cambiamento nel comportamento e nel modo di agire di Arthur, ignara dell'intera verità.
- Lady Elaine (doppiata da Venus Terzo) - Attendente di Ginevra e fidanzata di Darren.
- Lady Mary - Seconda assistente di Ginevra e zia dello scudiero Everett. In "To Save a Squire", lei e Sir Tone inizialmente si risentono a vicenda fino alla fine dell'episodio in cui mostrano affetto reciproco.
- Katherine - Una contadina che diventa la fidanzata di Sir Gallop a partire dalla seconda stagione.
- Squire Tyronne (doppiato da Michael Donovan) - Uno scudiero che ammira Sir Lug e ha un forte desiderio di diventare un cavaliere.
- Squire Everett (doppiato da Mark Hildreth) – Come Tyrone, Everett è molto appassionato di essere un cavaliere. Nipote di Lady Mary.
- Lady of the Table (doppiata da Kathleen Barr) - La protettrice dei cavalieri, il suo spirito può essere visto mentre i cavalieri vengono equipaggiati con le loro armature e armi. I cavalieri non possono vederla fino all'episodio della seconda stagione "What the Key Unlocked" dove si rivela a Lance. Di solito dirà ad Arthur e al gruppo di "pronunciare il giuramento" prima di attivare la loro trasformazione.

### Le forze di Morgana
- Queen Morgana / Lady Morgana (doppiata da Kathleen Barr) - La malvagia strega che funge da principale antagonista della serie. Era responsabile di sigillare Artù e i suoi cavalieri nella Caverna di Vetro. Morgana disprezza Merlino e ha grandi abilità magiche. Anche se non sa da dove vengano, sa che il nuovo Artù e il suo gruppo di cavalieri sono degli impostori.
- Lord Viper (doppiato da Garry Chalk) - Il secondo in comando e comandante sul campo generale dei Warlords. Sembra essere l'unico essere umano nell'esercito di Lady Morgana. Viper ha un odio costante per Arthur King e hanno avuto diversi combattimenti con la spada durante la serie. L'arma principale di Viper è una spada dal bordo seghettato, ma ha anche l'emblema di un serpente sulla sua armatura che può attaccare l'avversario di Viper. Viaggia su un carro che funge anche da catapulta.
- Signori della guerra - I signori della guerra sono i servitori di Morgana costruiti in pietra. Se i Signori della Guerra vengono rotti o distrutti in battaglia, Morgana può rimontarli usando la sua magia.
  - Warlord Axe (doppiato da Scott McNeil) - Un signore della guerra che non è troppo brillante, Axe ha una pletora di armi con ascia e un carro con ascia. È apparso in quasi tutti gli episodi e ha sconfitto Re Artù in due diverse occasioni.
  - Warlord Bash (doppiato da Garry Chalk) - Un signore della guerra primitivo che brandisce una mazza d'osso e uno scudo a forma di teschio. Probabilmente rappresenta i barbari sassoni che nella leggenda razziarono gran parte dell'Europa.
  - Warlord Blackwing (doppiato da Scott McNeil) - Il terzo in comando e braccio destro di Viper, Blackwing possiede ali simili a pterodattilo e può volare, permettendogli di attaccare i suoi nemici con i dardi a mezz'aria dei suoi artigli. È anche dotato di una picca. Il Signore della Guerra Ala Nera è responsabile della cattura di Ginevra all'inizio della serie.
  - Warlord Blinder – Un signore della guerra che è in grado di accecare i suoi avversari colpendo insieme i suoi due pugnali. Può anche lanciarli con una mira perfetta.
  - Warlord Hammer (doppiato da Michael Donovan) - Un colosso super forte con due martelli come armi considerate una delle più potenti tra loro.
  - Signore della guerra Lucan - Un selvaggio signore della guerra berserker simile a un lupo con artigli affilati, attacchi missilistici e un carro a forma di testa di lupo che sputa fuoco.
  - Warlord Slasher – Un signore della guerra con molte armi affilate tra cui lance, un mantello chiodato e un carro con lance. Inoltre, la sua armatura potrebbe essere configurata in un paio di guanti mortali. Come Ala Nera, può volare, ma lo fa raramente.
  - Warlord Spike – Un signore della guerra con un'arma in stile voulge e un carro con lancia che può sparare proiettili. Sembra anche essere uno dei più intelligenti poiché guida molte missioni e applica strategie di battaglia.

### Orda Viola
- Maestro Chang - Il leader armato di katana dell'Orda Viola, un esercito di guerrieri asiatici che minacciano i Cavalieri nella seconda stagione. Hanno la mente rivolta alla conquista e hanno una debole alleanza con i Signori della Guerra. Chang sostiene un rigido codice d'onore da rispettare per l'Orda Viola che consente un livello di comprensione tra loro e i Cavalieri.
- Awan – Un guerriero che usa un nunchaku e porta un corno da guerra.
- Hung – Un guerriero che brandisce arco e frecce.
- Ti Ben - Un guerriero che usa l'artiglieria portatile basata sulla polvere da sparo.
- Rim – Un guerriero che usa una combo spada-pugnale e bombe.
- Po – Un guerriero che usa un kusarigama e uno shuriken.

## Episodi

### Stagione 1
1. Opening Kick-Off
2. A Knight's Quest
3. The Unbeliever
4. Even Knights... Have to Eat
5. Assault on Castle Morgana
6. Quest for Courage
7. The Warlord Knight
8. The Challenge
9. To Save a Squire
10. The Surrender
11. Darren's Key
12. Viper's Phantom
13. The Way Back

### Stagione 2
1. A Matter of Honor
2. What the Key Unlocked
3. Tyronne and Everett Alone
4. The Dark Side
5. The Quitter
6. Camelot Park
7. The High Ground
8. The Island
9. Quest for the Book
10. Enter Morgana
11. The Cure
12. Winter Campaign
13. Tone's Triumph

## Videogioco
Un videogioco basato sulla serie è stato prodotto da Enix per la piattaforma SNES nel 1995. Il gioco presenta uno scontro finale tra Re Artù e Morgana, sotto forma di un drago gigante, fornendo un finale alla serie in cui la squadra di football dei Knights hanno potuto ritornare al loro tempo.

## Merchandising
Mattel ne ha rilasciati una manciata di 51/2" action figure e veicoli/accessori basati sullo spettacolo. La Marvel Comics ha pubblicato una miniserie di fumetti in tre parti scritta da Mike Lackey nel 1993.

## Home video
La Maximum Entertainment ha pubblicato la serie completa di King Arthur and the Knights of Justice sul DVD region 2 nel Regno Unito. Nel 2010, dopo diverse versioni parziali di VHS e DVD, Image Entertainment ha pubblicato la serie completa come cofanetto in Nord America con tutti i 26 episodi in un set di tre DVD King Arthur and the Knights of Justice: The Complete Animated Series.
Per qualche tempo, durante la fine degli anni 2000, l'intera serie è stata resa disponibile per la visione gratuita tramite streaming Internet presso il servizio SyncTV di Lycos e su Kidlet. Tra il 2012 e il 2014 è stato disponibile anche per lo streaming istantaneo su Netflix. Nel 2016, Golden Films lo ha distribuito sul sito Amazon. Dal 2019, la serie è disponibile tramite il servizio in abbonamento Watch It Kid!, e anche su Tubi.

## Ricezione
Lo spettacolo è stato classificato al primo posto nella lista dei "10 adattamenti più ridicoli della leggenda arturiana" (2009) e degli "8 cartoni animati degli anni '90 per lo più dimenticati" (2011) dal sito web Topless Robot, oltre a quella dei "15 adattamenti di King Arthur più WTF" di ScreenRant nel 2017. Al contrario, lo scrittore Mark McCray ha dato una recensione positiva "grazie ai tocchi creativi di Chalopin, che includevano un'ottima premessa, una narrazione eccezionale e personaggi animati meravigliosamente disegnati".